# Kunhardtia radiata
Kunhardtia radiata là một loài thực vật có hoa trong họ Rapateaceae. Loài này được Maguire & Steyerm. mô tả khoa học đầu tiên năm 1979.